# Dean Ashton
Dean Ashton (Swindon, 24 novembre 1983) è un ex calciatore inglese, di ruolo attaccante.

## Caratteristiche
Classico centravanti all'inglese, Dean Ashton abbinava una notevole forza fisica ad un'ottima qualità tecnica e balistica; le sue caratteristiche principali erano la capacità di finalizzare in maniera potente e precisa con entrambi i piedi e l'accuratezza nel colpo di testa, che lo hanno portato più volte ad essere paragonato alla leggenda del calcio inglese Alan Shearer.
Nel 2001 fu inserito nella lista dei migliori calciatori nati dopo il 1983 stilata dalla rivista spagnola Don Balón.

## Carriera
Calcisticamente cresciuto nel settore giovanile del Crewe Alexandra, Dean Ashton fu aggregato alla prima squadra durante la stagione 2000-2001 e fece il suo debutto il 28 ottobre 2000, nella partita di Second Division vinta per 1-0 sul campo del Gillingham. Il 3 febbraio 2001 realizzò la sua prima rete in carriera, nella vittoria per 4-2 contro il Burnley al Mornflake Stadium.
Il 3 gennaio 2005 fu acquistato dal Norwich City, club di Premier League in quel momento ultimo in classifica; le sette reti segnate nel girone di ritorno non riuscirono ad evitare ai Canaries la retrocessione in Second Division.
Il 9 gennaio 2006 fu acquistato dal West Ham, dove riuscì a mettersi subito in mostra con buone prestazioni condite da tre reti in Premier League e altrettante in FA Cup. A fine stagione la tanto agognata convocazione per il Campionato mondiale non arrivò ma, dopo l'esonero di Sven-Göran Eriksson, il nuovo CT Steve McClaren lo chiamò per la prima partita della sua gestione, un'amichevole contro la Grecia nell'agosto del 2006; proprio nel giorno precedente all'esordio, rimediò un gravissimo infortunio alla caviglia causato da uno scontro con Shaun Wright-Phillips.
Dopo due stagioni condite da brevi ritorni e fastidiose ricadute, durante le quali riuscì comunque a mettere a segno dodici reti (tra cui una rovesciata all'Old Trafford contro il Manchester United), fu costretto a subìre altri due interventi chirurgici. L'ultima operazione, sostenuta nel gennaio del 2009, aveva lasciato intatta la speranza di vederlo ritornare in piena forma per l'inizio della stagione 2009-2010; tuttavia, durante i mesi autunnali, iniziarono a farsi sempre più insistenti le voci di un suo ritiro dal calcio giocato dato poiché il danno alla cartilagine della caviglia, susseguente al trauma originario e ai successivi interventi, non sembrava essere compatibile con una vita da sportivo professionista.
L'11 dicembre 2009 il West Ham comunicò l'annuncio ufficiale del ritiro di Ashton dal calcio professionistico a partire dal 1º gennaio 2010; la motivazione fornita dagli Hammers fu la stessa emersa dalla diagnosi del chirurgo che lo aveva operato nel 2006: un proseguimento dell'attività agonistica ne avrebbe messo a repentaglio, in futuro, la capacità di camminare normalmente.

## Statistiche

### Club
| Stagione               | Squadra                | Campionato             | Campionato | Campionato | Coppe nazionali | Coppe nazionali | Coppe nazionali | Coppe continentali | Coppe continentali | Coppe continentali | Altre coppe | Altre coppe | Altre coppe | Totale | Totale |
| Stagione               | Squadra                | Comp                   | Pres       | Reti       | Comp            | Pres            | Reti            | Comp               | Pres               | Reti               | Comp        | Pres        | Reti        | Pres   | Reti   |
| ---------------------- | ---------------------- | ---------------------- | ---------- | ---------- | --------------- | --------------- | --------------- | ------------------ | ------------------ | ------------------ | ----------- | ----------- | ----------- | ------ | ------ |
| 2000-2001              | Crewe Alexandra        | SD                     | 21         | 8          | CN+CdL          | 2+0             | 0+0             | -                  | -                  | -                  | -           | -           | -           | 23     | 8      |
| 2001-2002              | Crewe Alexandra        | SD                     | 31         | 7          | CN+CdL          | 4+1             | 3+0             | -                  | -                  | -                  | -           | -           | -           | 37     | 8      |
| 2002-2003              | Crewe Alexandra        | TD                     | 38         | 9          | CN+CdL          | 2+1             | 2+0             | -                  | -                  | -                  | CdMA        | 3           | 5           | 44     | 16     |
| 2003-2004              | Crewe Alexandra        | SD                     | 44         | 19         | CN+CdL          | 1+2             | 0+1             | -                  | -                  | -                  | -           | -           | -           | 47     | 20     |
| 2004-gen. 2005         | Crewe Alexandra        | SD                     | 24         | 18         | CN+CdL          | 0+3             | 0+2             | -                  | -                  | -                  | -           | -           | -           | 27     | 20     |
| Totale Crewe Alexandra | Totale Crewe Alexandra | Totale Crewe Alexandra | 158        | 61         |                 | 16              | 8               |                    | 0                  | 0                  |             | 3           | 5           | 177    | 74     |
| gen.-giu. 2005         | Norwich City           | PD                     | 16         | 7          | CN+CdL          | 0+0             | 0+0             | -                  | -                  | -                  | -           | -           | -           | 16     | 7      |
| 2005-gen. 2006         | Norwich City           | SD                     | 28         | 10         | CN+CdL          | 0+2             | 0+1             | -                  | -                  | -                  | -           | -           | -           | 30     | 11     |
| Totale Norwich City    | Totale Norwich City    | Totale Norwich City    | 44         | 17         |                 | 2               | 1               |                    | 0                  | 0                  |             | 0           | 0           | 46     | 18     |
| gen.-giu. 2006         | West Ham               | PD                     | 11         | 3          | CN+CdL          | 5+0             | 3+0             | -                  | -                  | -                  | -           | -           | -           | 16     | 6      |
| 2006-2007              | West Ham               | PD                     | 0          | 0          | CN+CdL          | 0+0             | 0+0             | -                  | -                  | -                  | -           | -           | -           | 0      | 0      |
| 2007-2008              | West Ham               | PD                     | 31         | 10         | CN+CdL          | 2+2             | 0+1             | -                  | -                  | -                  | -           | -           | -           | 35     | 11     |
| 2008-2009              | West Ham               | PD                     | 4          | 2          | CN+CdL          | 0+1             | 0+0             | -                  | -                  | -                  | -           | -           | -           | 5      | 2      |
| 2009-2010              | West Ham               | PD                     | 0          | 0          | CN+CdL          | 0+0             | 0+0             | -                  | -                  | -                  | -           | -           | -           | 0      | 0      |
| Totale West Ham        | Totale West Ham        | Totale West Ham        | 46         | 15         |                 | 10              | 4               |                    | 0                  | 0                  |             | 0           | 0           | 56     | 19     |
| Totale carriera        | Totale carriera        | Totale carriera        | 248        | 93         |                 | 28              | 13              |                    | 0                  | 0                  |             | 3           | 5           | 279    | 111    |

### Nazionale
| Cronologia completa delle presenze e delle reti in nazionale ― Inghilterra | Cronologia completa delle presenze e delle reti in nazionale ― Inghilterra | Cronologia completa delle presenze e delle reti in nazionale ― Inghilterra | Cronologia completa delle presenze e delle reti in nazionale ― Inghilterra | Cronologia completa delle presenze e delle reti in nazionale ― Inghilterra | Cronologia completa delle presenze e delle reti in nazionale ― Inghilterra | Cronologia completa delle presenze e delle reti in nazionale ― Inghilterra | Cronologia completa delle presenze e delle reti in nazionale ― Inghilterra |
| Data                                                                       | Città                                                                      | In casa                                                                    | Risultato                                                                  | Ospiti                                                                     | Competizione                                                               | Reti                                                                       | Note                                                                       |
| -------------------------------------------------------------------------- | -------------------------------------------------------------------------- | -------------------------------------------------------------------------- | -------------------------------------------------------------------------- | -------------------------------------------------------------------------- | -------------------------------------------------------------------------- | -------------------------------------------------------------------------- | -------------------------------------------------------------------------- |
| 1-6-2008                                                                   | Port of Spain                                                              | Trinidad e Tobago                                                          | 0 – 3                                                                      | Inghilterra                                                                | Amichevole                                                                 | -                                                                          | 46’                                                                        |
| Totale                                                                     |                                                                            | Presenze                                                                   | 1                                                                          |                                                                            | Reti                                                                       | 0                                                                          |                                                                            |